# Clavadoce annenkovae
Clavadoce annenkovae är en ringmaskart som först beskrevs av Uschakov 1950.  Clavadoce annenkovae ingår i släktet Clavadoce och familjen Phyllodocidae. Inga underarter finns listade i Catalogue of Life.